# Booster Winner
Booster Winner, född 6 mars 2011 i Frankrike, är en fransk varmblodig travhäst som tävlade mellan 2013 och 2018. Han tränades av Sébastien Guarato under hela karriären, och kördes då av Éric Raffin (2014–2017) och Mathieu Mottier (2017-2018).
Under sin tävlingskarriär sprang han in 997 650 euro på 52 starter varav 10 segrar, 9 andraplatser och 7 tredjeplatser. Han tog karriärens största segrar i Prix des Élites (2014) och Prix des Centaures (2015).
Han vann även Prix d'Essai (2014), Prix Piérre Plazen (2014), Prix Raoul Ballière (2014), Prix Réne Palyart (2015), Prix Cenéri Forcinal (2015) och har även kommit på andraplats i Prix Léopold Verroken (2014), Prix de Rome (2014), Prix Camille de Wazières (2015), Prix Henri Ballière (2015), Prix du Président de la République (2015), Prix Jules Thibault (2015) samt på tredjeplats i Prix de Gien (2014), Prix Victor Régis (2014), Prix Hervé Céran-Maillard (2016), Prix Joseph Lafosse (2016), Prix de Bourgogne (2017) och Grand Prix de Wallonie (2017).

## Statistik
| Statistik för Booster Winner (Ref.) | Statistik för Booster Winner (Ref.) | Statistik för Booster Winner (Ref.) | Statistik för Booster Winner (Ref.) | Statistik för Booster Winner (Ref.) | Statistik för Booster Winner (Ref.) |
| ----------------------------------- | ----------------------------------- | ----------------------------------- | ----------------------------------- | ----------------------------------- | ----------------------------------- |
| Starter                             | Placeringar                         | Startprissumma                      | Segerprocent                        | Platsprocent                        | Rekord                              |
| 52                                  | 10-9-7                              | 997 650 euro                        | 19 %                                | 50 %                                | 1.10,2ak,                           |

### Större segrar
| År   | Lopp                 | Kusk        | Vinstbelopp | Grupp   |
| ---- | -------------------- | ----------- | ----------- | ------- |
| 2014 | Prix d'Essai         | Éric Raffin | 90 000 EUR  | Grupp 1 |
| 2014 | Prix Piérre Plazen   | Éric Raffin | 54 000 EUR  | Grupp 2 |
| 2014 | Prix des Élites      | Éric Raffin | 108 000 EUR | Grupp 1 |
| 2014 | Prix Raoul Ballière  | Éric Raffin | 54 000 EUR  | Grupp 2 |
| 2015 | Prix des Centaures   | Éric Raffin | 108 000 EUR | Grupp 1 |
| 2015 | Prix Réne Palyart    | Éric Raffin | 54 000 EUR  | Grupp 2 |
| 2015 | Prix Cenéri Forcinal | Éric Raffin | 54 000 EUR  | Grupp 2 |